# 田部氏
田部氏（たべし）は、豊前の古代豪族・物部氏一族の物部小前を祖にもち連をカバネとする。宇佐氏・漆間氏・大神氏と並び、宇佐八幡宮の神職を累代司る家柄である。

## 概要
宇佐の神職の家柄として知られる一族ではあるが、豊後国宇佐に赴いたのは田部直亥の子・田部馬養五津麻呂（馬養津麻呂）とされる。
田部の名の由来は大化の改新以前、朝廷の職能部の名称であり、天皇家の直轄地である屯倉に置かれた水田耕作を任された者の役名であり、これが転じて名字になったものである。
『古事記』、『日本書紀』、『新撰姓氏録』などに田部氏は大和・山城・摂津・河内・和泉・伊勢・下野・近江・下総・出羽・丹後・出雲・美作・備前・長門・紀伊・讃岐・筑前・筑後・豊前・日向に所在したとある。それぞれの国別で判明している限りでは、その姓には連・臣・勝・直・忌寸・宿祢とがあり、出雲国の田部氏は臣、豊前国は勝、摂津国は宿祢、周防国は連、伊予国は直姓がそれぞれ分布したという。
田部氏全体で見ると、その名の由来からわかる通り、様々な地方で必要に応じて編制を行ったため、その元となった者は多種多様であり、それが影響して姓が多種存在するとのことである。